# El Carmen, Aguascalientes
El Carmen är en ort i Mexiko.   Den ligger i kommunen Tepezalá och delstaten Aguascalientes, i den centrala delen av landet, 400 km nordväst om huvudstaden Mexico City. El Carmen ligger 1 953 meter över havet och antalet invånare är 247.
Terrängen runt El Carmen är platt västerut, men österut är den kuperad. Terrängen runt El Carmen sluttar västerut. Runt El Carmen är det ganska tätbefolkat, med 108 invånare per kvadratkilometer. Närmaste större samhälle är Pabellón de Arteaga, 12,3 km sydväst om El Carmen. Omgivningarna runt El Carmen är i huvudsak ett öppet busklandskap.